# Wielki błękit
Wielki błękit (fr. Le grand bleu, ang. The Big Blue) – francusko-włoski dramat obyczajowy z 1988 roku w reżyserii Luca Bessona. Film oparty luźno na historii życia Jacques'a Mayola, który jako pierwszy pokonał głębokość 100 m w nurkowaniu swobodnym oraz Enzo Maiorki (w filmie – Enzo Molinari). Film znany jest z widowiskowych zdjęć podwodnych.

## Zarys fabuły
Dwóch przyjaciół, Jacques Mayol i Enzo Molinari, rywalizuje w nurkowaniu swobodnym – ekstremalnej dyscyplinie sportowej polegającej na zanurkowaniu jak najgłębiej bez aparatu do oddychania. Jacques, który w dzieciństwie przeżył śmierć ojca, stroni od ludzi, najlepiej czuje się wśród delfinów. Enzo, lubiący przebywać w blasku sławy, jest jego dokładnym przeciwieństwem. Ich przyjaźń zmienia się, ale i rozwija, gdy Jacques poznaje piękną Johanę.
Powstały dwie wersje zakończenia. W ostatniej scenie Jacques nurkuje na dużą głębokość, gdzie wpatruje się w delfina. Każda chwila opóźnienia wynurzenia grozi śmiercią z powodu braku powietrza. Jacques sprawia wrażenie niezdecydowanego – czy chce wrócić do świata ludzi, czy pozostać w głębinie na zawsze. W końcu odrywa się od windy, wybierając głębię. W wersji europejskiej następuje zakończenie filmu, sugerujące śmierć nurka. W wersji wprowadzonej do dystrybucji w Stanach Zjednoczonych film ma dodatkową scenę, w której Jacques wynurza się z wody, trzymając się delfina, po czym wspólnie pływają na powierzchni.

## Obsada
- Jean Reno – Enzo Molinari
- Jean-Marc Barr – Jacques Mayol
- Rosanna Arquette – Johana Baker

## Metryczka
- scenariusz i reżyseria – Luc Besson
- muzyka – Éric Serra
- zdjęcia – Carlo Varini

Dostępne są trzy wersje filmu – kinowa (132 min), VHS (119 min) i rozszerzona wydana na DVD (168 min).